# Pianottoli-Caldarello
Pianottoli-Caldarello (in corso Pianottuli è Caldareddu) è un comune francese di 904 abitanti situato nel dipartimento della Corsica del Sud nella regione della Corsica.
Al comune appartiene la parete orientale dell'Uomo di Cagna.

## Società

### Evoluzione demografica
Abitanti censiti